# 南萊昂 (密歇根州)
南萊昂（英語：South Lyon）是一個位於美國密歇根州奧克蘭縣的城市。

## 人口
根據2020年美國人口普查的數據，南萊昂的面積為9.70平方千米，當中陸地面積為9.69平方千米，而水域面積為0.01平方千米。當地共有人口11746人，而人口密度為每平方千米1,211人。